# Korea Północna na Letnich Igrzyskach Olimpijskich 2004
Koreę Północną na XXVIII Letnich Igrzyskach Olimpijskich w Atenach reprezentowało 36 sportowców (23 kobiety i 13 mężczyzn) w 9 dyscyplinach. Był to 7 start Koreańczyków na letnich igrzyskach olimpijskich.

## Zdobyte medale
| Medal  | Zawodnik     | Dyscyplina sportowa  | Konkurencja                       |
| ------ | ------------ | -------------------- | --------------------------------- |
| Srebro | Kim Song-guk | Boks                 | waga piórkowa (do 57 kg) mężczyzn |
| Srebro | Kye Sun-hui  | Judo                 | do 57 kg kobiet                   |
| Srebro | Kim Hyang-mi | Tenis stołowy        | gra pojedyncza kobiet             |
| Srebro | Ri Song-hui  | Podnoszenie ciężarów | do 58 kg kobiet                   |
| Brąz   | Kim Jong-su  | Strzelectwo          | pistolet dowolny 50 m mężczyzn    |